# Liste von Panzerabwehrlenkwaffen
Dies ist eine Liste einiger Panzerabwehrlenkwaffen der Welt, jedoch ist die Liste unvollständig:

## Australien
- Malkara (siehe Hornet Malkara)

## Volksrepublik China
- HJ-8

## Deutschland
- HOT
- MBB COBRA
- MILAN
- Ruhrstahl X-7
- Trigat-LR (PARS 3)

## Frankreich
- ENTAC
- MILAN
- HOT
- Eryx (Panzerabwehrwaffe)
- SS.10
- AGM-22
- Akeron MP

## Iran
- Toophan
- RAAD (Panzerabwehrlenkwaffe)

## Israel
- Spike (Panzerabwehrlenkwaffe)
- LAHAT
- Nimrod (Lenkwaffe)

## Italien
- Oerlikon-Contraves Mosquito

## Japan
- Typ 64 MAT
- Typ 79 Jyu-MAT
- Typ 87 Chu-MAT
- Typ 96 Multi-Purpose Missile System
- Typ 01 LMAT

## Kanada
- ADATS

## Russland
- 2K15 Schmel
- 2K8 Falanga
- 9K11 Maljutka
- 9K111 Fagot
- 9K113 Konkurs
- 9K114 Schturm – Luft-Boden
- 9K115 Metis
- 9K112 Kobra – Start aus Glattrohrkanone der Panzer T-64 und T-80
- 9K120 Ataka – Luft-Boden
- 9K116 Kastet (9K116-1 Bastion) – Start aus Kanone des Panzers T-55 (gezogenes Rohr), aber auch Panzerabwehrkanone 100-mm-Panzerabwehrkanone MT-12 (9K116 Kastet), BMP-3 (9K116-3 Basnja)
- 9K119 Refleks (9K119 Swir / 9K119M Refleks) – Start aus Glattrohrkanone der Panzer T-64, T-72 (Swir) / T-80, T-84, T-90, Luftlandepanzer 2S25 Sprut-SD
- 9K116-2 Scheksna – Start aus Glattrohrkanone des Panzers T-62
- 9K115-2 Metis-M
- 9K135 Kornet
- 9K123 Chrisantema
- 9K121 Wichr – Luft-Boden

## Schweden
- BANTAM (Rakete)
- BILL
- NLAW

## Serbien
- Bumbar

## Südafrika
- Mokopa

## Türkei
- CIRIT
- UMTAS

## Ukraine
- Skif

## USA
- M47 Dragon
- FGM-172 SRAW
- BGM-71 „TOW“
- FGM-148 Javelin
- AGM-114 Hellfire
- AGM-65 Maverick

## Vereinigtes Königreich
- Brimstone
- Swingfire
- Vigilant (Rakete)